# Inferno de dependências
Inferno de dependências (do inglês dependency hell) é uma designação dada a complicações no lidar com pacotes de software.
Nas distribuições Linux atuais este problema vem se tornando cada vez mais raro, no entanto ele pode ocorrer ao atualizar distribuições, na instalação de pacotes onde o usuário não tem controle sobre o processo de criação deste, como é o caso do software proprietário, ou com programas que usam seu próprio instalador e ignoram o sistema de pacotes (como o dpkg no Debian)
Para o usuário que está compilando seus próprios pacotes, uma solução é usar o checkinstall, que simplifica a criação de pacotes; no lugar do passo "make install", basta usar o checkinstall e ter-se-á um pacote pronto para ser instalado.